# Rákosi Viktor
Rákosi Viktor, születési nevén Kremsner Viktor, írói nevén Sipulusz (Ukk, Zala vármegye, 1860. szeptember 20. – Budapest, 1923. szeptember 15.) író, újságíró, humorista, országgyűlési képviselő, sportvezető. Rákosi Szidi, Rákosi Jenő és Rákosi Béla testvére.

## Élete
Rákosi Viktor 1860. szeptember 20-án született az akkor Zala vármegyéhez tartozó Ukkon, nagybirtokos család gyermekeként, szülei Kremsner János (aki családi nevét 1867-ben gyermekeivel együtt változtatta Rákosira) és Vogel Anna 1862-ben tönkrementek a mezőgazdasági válság következtében. Ezután Erdélyben, Gyergyóditróban nevelkedett bátyjánál Rákosi Bélánál, aki orvos volt, majd 1871-től Pesten tanult a Piarista Gimnáziumban. Újságíróként előbb a Nemzeti Hírlap, majd a Pesti Hírlap hasábjain jelentek meg írásai, 1881-től pedig bátyja, Rákosi Jenő lapjánál, a Budapesti Hírlapnál lett belső munkatárs. 1894-től a Kakas Márton című lap szerkesztője. 1891-től tagja a Petőfi Társaságnak, majd 1887-től a Kisfaludy Társaságnak.
Az 1896-os választásokon indult először a Függetlenségi és Negyvennyolcas Párt színeiben, de akkor nem jutott be a törvényhozásba. A következő, 1901-es választásokon azonban már igen. Eredményét az 1905-ös és az 1906-os választásokon is meg tudta ismételni. Pártján belül csatlakozott a Justh Gyula-féle csoporthoz, majd amikor Justh és köre kiléptek és saját pártot alapítottak 1909-ben, Rákosi is tagja lett a „Justh-pártnak”. Az 1910-es választásokon már e párt jelöltjeként nyert újfent parlamenti mandátumot. Minden alkalommal a hajdúnánási kerületben indult.
1902-ben egy rövid ideig a Magyar Labdarúgó-szövetség elnöke is volt. 1911-től 1923-ban bekövetkezett haláláig súlyos betegségben (paralizis) szenvedett. Elnémult harangok című regényéből Garas Márton és Balogh Béla rendezésében 1916-ban és 1922-ben film is készült.

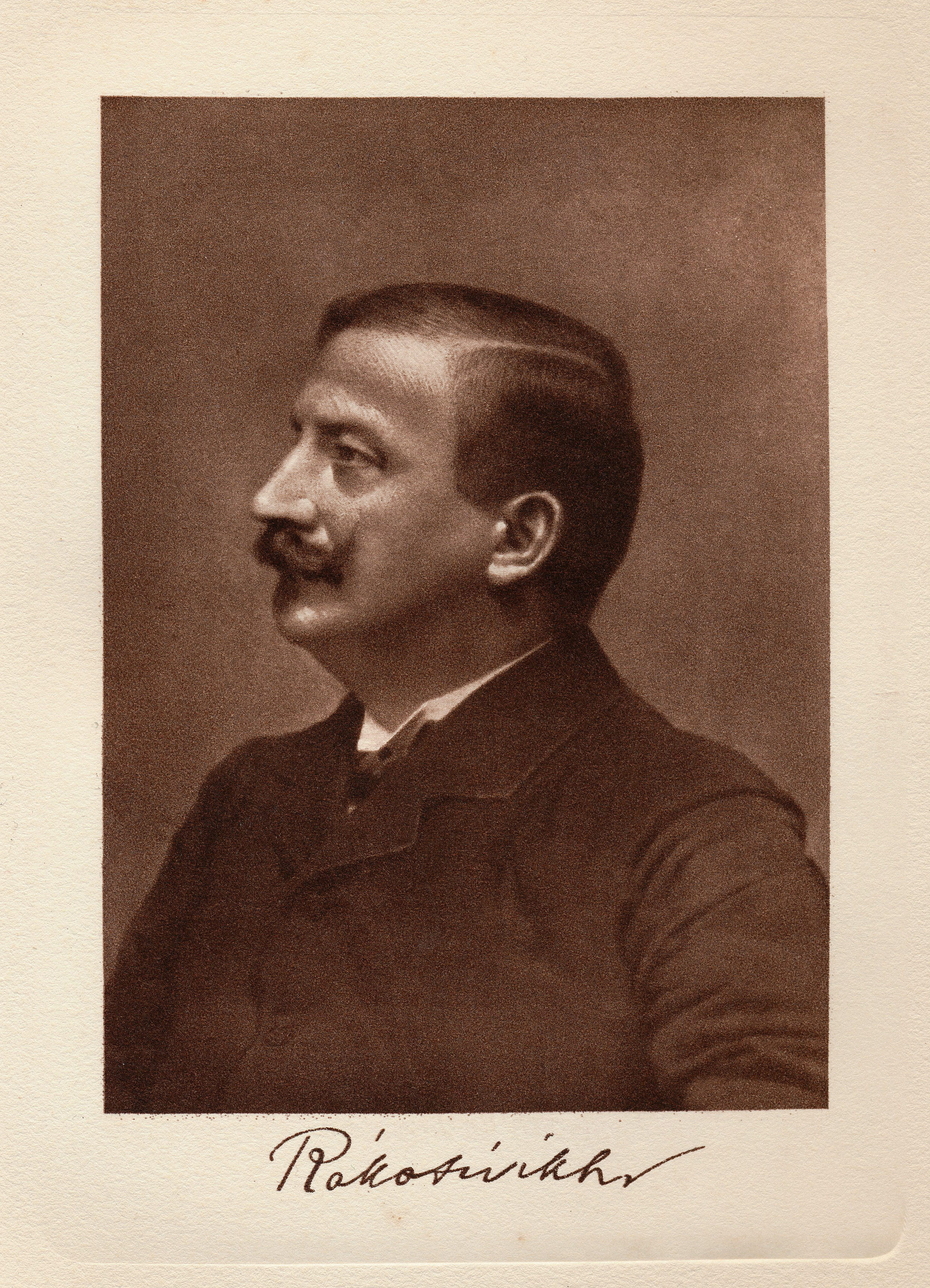
Rákosi Viktor arcképe és aláírása

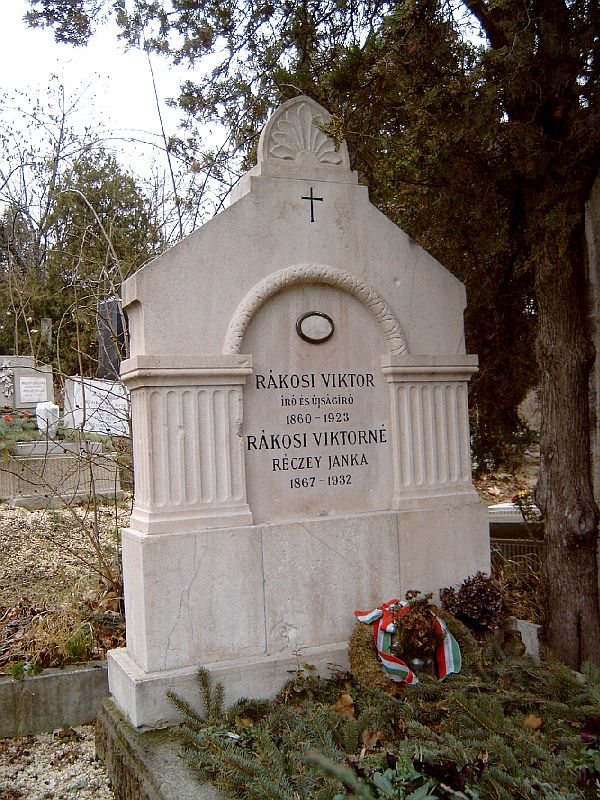
Rákosi Viktor sírja Budapesten. Farkasréti temető: 49/5-1-3.

## Művei

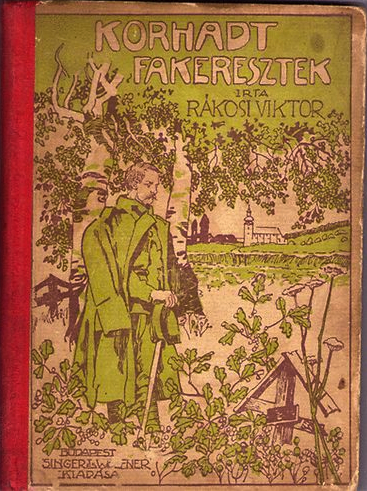
A Korhadt fakeresztek című novelláskötet 1913-as kiadásának címoldala

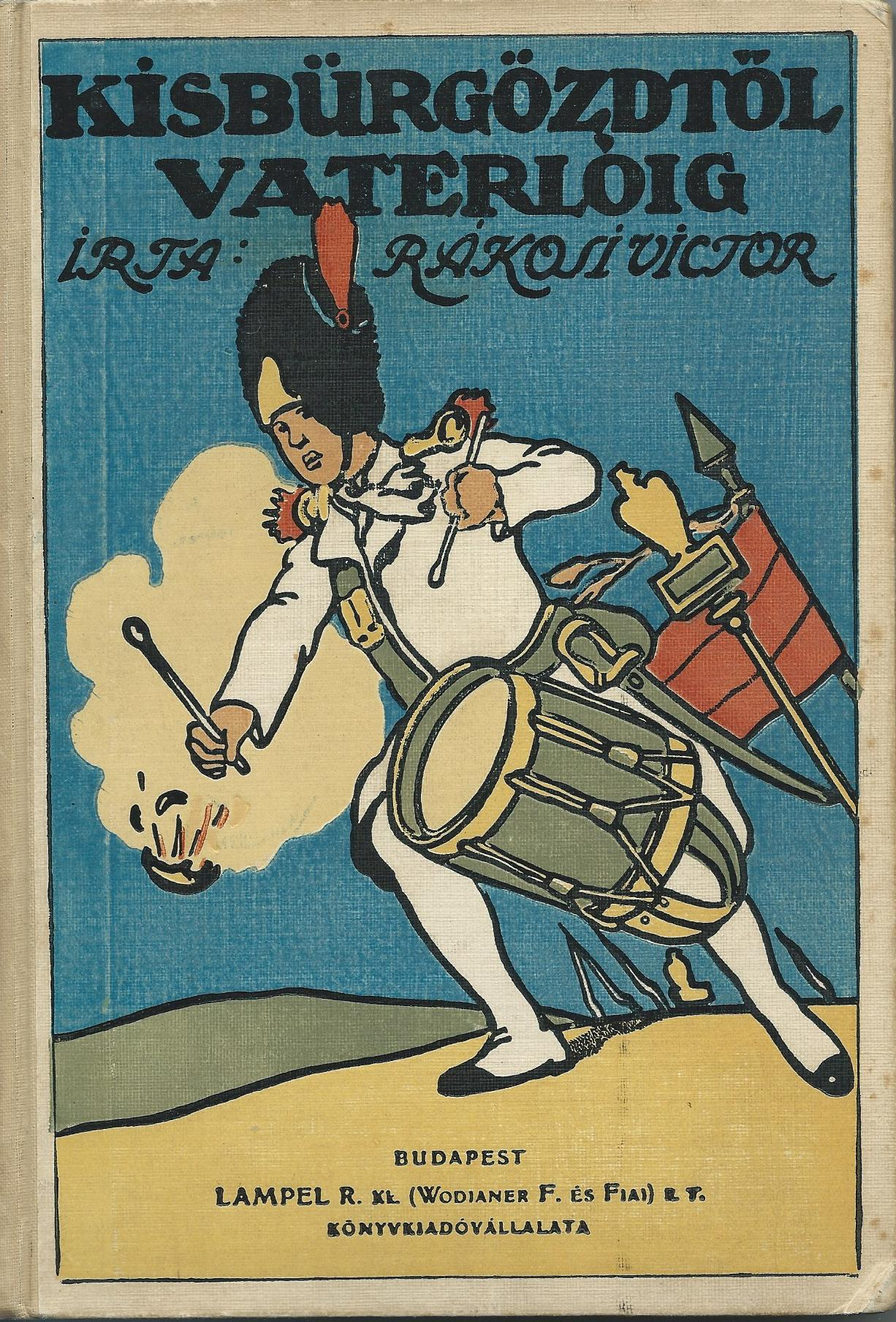
A Kisbürgözdtől Vaterlóig című regénye 1913-as kiadásának borítója

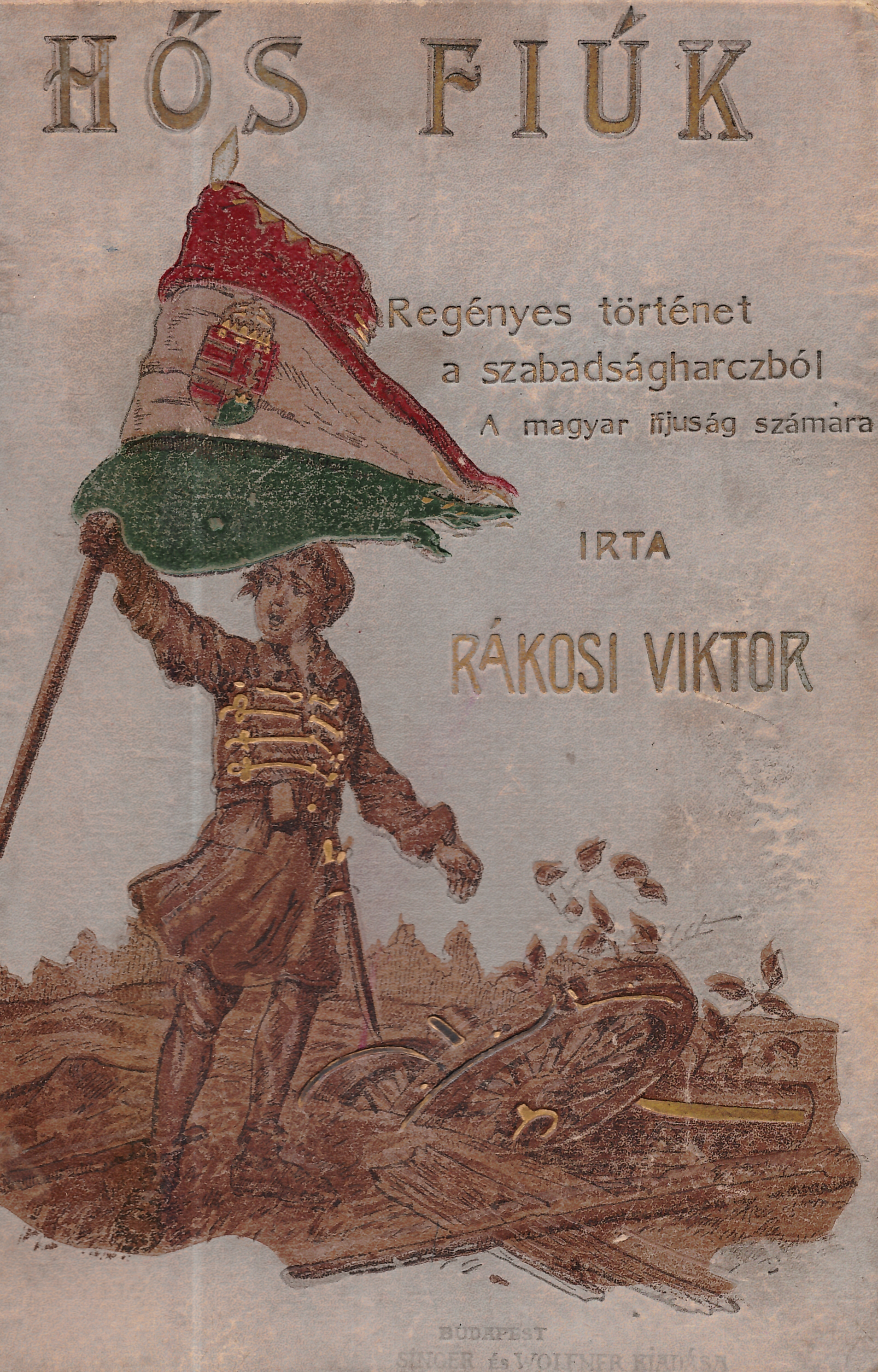
A Hős fiúk című novelláskötet 1900-as kiadásának borítója

- Verőfény Elbeszélések, rajzok, Budapest, 1886
- A bujtogatók, regény, Budapest, 1886.
- Sipulusz tárczái; Szépirodalmi Könyvtár, Bp., 1890 (Szépirodalmi könyvtár)
- Egy falusi Hamlet, regény. Budapest, 1891
- Rejtett fészkek, elbeszélések, Budapest, 1892
- Fohász Kossuth Lajos 100-ik születésnapjára 1902. szept. 19-re az orsz. független és 48-as párt megbízásából, Budapest
- Téli rege, regény, Budapest, 1893
- Zuboly, Gyalu és társai, Budapest, 1894
- Barnabás rabsága és egyéb elbeszélések, Budapest, 1896
- Humoreszkek, Budapest, 1897
- Polgárháború, Budapest 1897
- Beöthy László–Rákosi Viktorː Aranylakodalom. Látványos színmű; Budapesti Hírlap Ny., Bp., 1898
- Ezernyolczszáznegyvennyolcz. Az 1848/49-iki magyar szabadságharcz története képekben. Egykoru képek, okiratok, eredeti kézirások, ereklyék, nevezetes nyomtatványok, kiáltványok, művészi emlékek; szerk. Jókai Mór, Bródy Sándor, Rákosi Viktor; Révai, Bp., 1898
- Ujabb humoreszkek, Budapest, 1899
- Korhadt fakeresztek. Képek a magyar szabadságharcból, Budapest, 1899, Ifjúsági kiadás – Budapest, 1904.
- Hős fiúk Regényes történet a szabadságharczból A magyar ifjúság számára, Budapest, 1900
- Guthi Soma–Rákosi Viktorː Tartalékos férj. Bohózat; Vass, Bp., 1900 (Fővárosi színházak műsora)
- Korhadt fakeresztek; 2., bőv. kiad.; Singer-Wolfner, Bp., 1900
- Guthi Soma–Rákosi Viktor: A sasok. Vígjáték; Lampel, Bp., 1901 (Fővárosi színházak műsora)
- Guthi Soma–Rákosi Viktor: A képviselő. Bohózat; Lampel, Bp., 1902 (Fővárosi színházak műsora)
- Rákosi Viktor beszéde a magyar képviselőház 1902. febr. 19-iki ülésén; Budapesti Hírlap Ny., Bp., 1902
- Guthi Soma–Rákosi Viktorː A brezováczi hős; Lampel, Bp., 1903 (Fővárosi színházak műsora)
- Sipulusz humoreszkjei; Révai, Bp., 1903
- Kóborlások itthon meg idegen földön; Révai, Bp., 1903 (Rákosi Viktor munkái) elektronikus elérhetőség
- Galambos Pál naplója; Révai, Bp., 1903 (Rákosi Viktor munkái)
- Elnémult harangok, regény, Budapest, Révai Testvérek, 1903.
- Rejtett zugok; Révai, Bp., 1903 (Rákosi Viktor munkái)
- Egy tutaj története. Az ifjúság számára, Budapest, 1904
- A falu meg a város; Révai, Bp., 1904 (Rákosi Viktor munkái)
- Emmy és egyéb elbeszélések; Révai, Bp., 1904 (Rákosi Viktor munkái)
- Apró elbeszélések. Az Orsz. Irodalmi Szöv. kiadványa; Károlyi Ny., Bp., 1904
- Malonyay Dezső–Rákosi Viktorː Elnémult harangok. Színjáték; Budapesti Hírlap Újságvállalat, Bp., 1906 k. (Ifjúsági könyvtár)
- A császárok sírja. Az ifjúság számára; Lampel, Bp., 1906
- Kiárendált urak, regény, Budapest, 1908[5]
- Kexholmi Mária. Regényes történet; Lampel, Bp., 1908
- A buzsáki királyság, regény, Budapest, 1909
- Oroszlánkölykök. Regényes színjáték; Lampel, Bp., 1909 (Magyar könyvtár)
- Humorlesen; Schenk, Bp., 1910 (Mozgó könyvtár)
- Utazás a Holdba és egyéb történetek; Singer-Wolfner, Bp., 1910
- A párisi gyujtogatók. A kommün története. Regényes korrajz, regény, Budapest, Franklin Társulat, 1911
- Őszi termés; Révai, Bp., 1911 (Rákosi Viktor munkái)
- A bécsi diákok. Regény az ifjúság számára. Budapest, 1911
- Kis emberek világa; Révai, Bp., 1911 (Rákosi Viktor munkái)
- Bobby és Csiba. Két kutya története; Révai, Bp., 1912
- Oglán bég kincse. Regény az ifjúság számára; Lampel, Bp., 1913
- Kisbürgözdtől Vaterlóig. Regény az ifjúság számára; Lampel, Bp., 1913
- Új fakeresztek; Révai, Bp., 1917
- Don Karaszkó és egyéb elbeszélések; Révai, Bp., 1917
- Palozsnaky Tamás a nagyerejű kántor és egyéb elbeszélések; Athenaeum, Bp., 1918
- Hoffmann meséi és egyéb elbeszélések; Révai, Bp., 1918
- Sipuluszː Fantasztikus történetek. Válogatott humoreszk; Vidám Könyvtár, Bp., 1918 (Vidám könyvtár)
- Sipuluszː Derűs históriák; Révai Ny., Bp., 1919 (Vidám könyvtár. Új sorozat)
- Magyar Iliász, regény, Budapest, Révai Testvérek, 1922
- Boldog idők, boldog emberek, regény, Budapest, Légrády, 1923
- György úr mandulái. Tréfás elbeszélések; Magyar Jövő, Bp., 1924 (A Zászlónk diákkönyvtára)
- Lagoszta titka; Franklin, Bp., 1924
- A Csopaky-had. Regény; Tolnai, Bp., 1925 (Tolnai regénytára)
- Ben Travers története; Grill, Bp., 1926
- A maharadzsa gyémántjai; Franklin, Bp., 1926
- Amikor még jókedvűek voltunk. Elbeszélések; Révai, Bp., 1931 (Rákosi Viktor összegyűjtött művei)
- Sipulusz humoreszkjei, 1-2. köt.; Révai, Bp., 1932 (Közművelődési könyvek)
- Fehér toll, piros sapka. Regényes történet a szabadságharcból; Singer és Wolfner, Bp., 1933 (A magyar ifjúság könyvei)
- Rákosi Viktor–K. Pap Jánosː Cigány a kóterben. Falusi komédia 1 felvonásban, 3 képben; Új-Somogy Ny., Kaposvár, 1942
- Guttman, a csörgőkígyó; vál., bev. Vajda György Mihály; Magvető, Bp., 1957 (Vidám könyvek)
- Ne engedj a negyvennyolcból! Jókai Mór, Bródy Sándor, Rákosi Viktor írásaiból; szerk. Kemény András; Unicus, Bp., 2006